# Gee, Officer Krupke
"Gee, Officer Krupke" è un numero della commedia musicale del 1957 West Side Story. La canzone è stata composta da Stephen Sondheim (testi) e Leonard Bernstein (musica) ed è apparsa sia nel musical di Broadway che nel successivo film del 1961.

## Contenuto
La canzone è cantata dai membri della banda di strada i Jets, che prendono in giro il burbero sergente di polizia Krupke cantando delle forze sociali che li hanno portati a unirsi a una banda. Seguendo un tema utilizzato in tutto il musical, la canzone inizia con un tritono sulla parola "Dear", trattenuto più a lungo per indicarne l'importanza. Dal punto di vista dei testi, la canzone presenta quattro versi di sette righe, ciascuno pieno di doppi sensi e giochi di parole. Ogni verso culmina con un'interiezione ("Golly Moses", "Leapin' lizards"), seguita dalla riga finale.
La melodia era originariamente composta per una canzone inutilizzata per la scena di Venezia in Candide, dove il testo, di John Latouche, terminava con la frase "Where does it get you in the end?" ("Dove ti porta alla fine?").

### Censura
L'ultima riga della canzone (eseguita come una fanfara "Ammazza la mosca col flit") è "Gee, Officer Krupke - Krup you!" Il paroliere Stephen Sondheim originariamente voleva rompere un tabù di Broadway allora esistente terminando la canzone con "Gee, Officer Krupke - fanculo!", Ma questo è stato proibito dalla Columbia Records, che possedeva i diritti dell'album del cast. Sondheim cambiò il testo in "Krup you" e ora pensa che sia il miglior testo del musical.

### Commedia musicale in confronto al film
Nella versione originale di Broadway, la canzone appare nel secondo atto, ma nella versione cinematografica la canzone è stata spostata nell'Atto Uno, eseguita dai Jets (con Riff come protagonista) prima della loro imminente zuffa con gli Sharks. Per l'uscita del film, "Krupke" fu sostituita da "Cool" (che era stata in origine eseguita nel primo atto dell'opera teatrale) su richiesta di Sondheim, a cui non piaceva la sequenza delle canzoni dello spettacolo, ritenendo che non fosse opportuno guardare una banda di strada eseguire un numero comico subito dopo che si sono visti entrambi i leader della banda essere uccisi nella zuffa. In una successiva intervista, Russ Tamblyn (che ha interpretato Riff nel film) ha osservato che la mossa è stata un'idea intelligente.

### Nella cultura popolare
L'ottavo episodio della settima stagione di Curb Your Enthusiasm è intitolato "Officer Krupke". L'episodio presenta un agente di polizia il cui nome è Krupke e Larry David descrive la controversia sul nome. Ad un certo punto, David sta cantando il finale della canzone ed è sentito da altri, che pensano che abbia detto "Vaffanculo".